# Nekrolog Juli 2022
Nekrolog
◄◄
| ◄
| 2018
| 2019
| 2020
| 2021
| 2022 | 2023 | 2024 | 2025
Januar |
Februar |
März |
April |
Mai |
Juni |
Juli |
August |
September |
Oktober |
November |
Dezember 2022
Weitere Ereignisse | Allgemeiner Nekrolog 2022
Die Beschreibung der verstorbenen Person sollte so kurz wie möglich gehalten sein und nur deren signifikante Tätigkeit(en) enthalten.
Neue Namen ggf. auch unter dem Geburts- und Sterbedatum, also etwa unter 1. Januar und im Geburts- und Sterbejahr (2024) eintragen (nur bei entsprechender großer Wichtigkeit). Für Beispiele siehe die schon vorhandenen Artikel.
Außerdem über die fünf zuletzt Verstorbenen, zu denen es einen ausreichend guten Artikel für eine Präsentation auf der Hauptseite gibt, nach der todesbedingten Überarbeitung der Artikel ggf. auch unter Wikipedia Diskussion:Hauptseite informieren und sie am besten auch in den anderen Wikipedia-Sprachversionen eintragen. Tipp: Regelmäßig bei news.google.de nach „ist tot“, „gestorben“ oder „verstorben“ suchen.
Wenn eine Person gestorben ist, gibt es viele Seiten zu dieser Person in der Wikipedia, die davon auch betroffen sind und entsprechend aktualisiert werden müssen. Beispiele: Namenübersichtsseite, Geburtsjahr, Geburtsort-Seiten und viele mehr.
Wie finde ich die betroffenen Seiten?
Im Suchfeld auf der linken Seite gibt man den Suchbegriff so ein: „Vorname Nachname“. Dann klickt man auf Volltext und alle Seiten mit entsprechendem Suchtext werden aufgerufen. Hier sieht man dann schnell, wo auch das Todesjahr Sinn macht oder sogar ein Teil des Artikels angepasst werden muss. Auch hilft das „Werkzeug“ auf der linken Seite sehr gut, um solche Seiten aufzufinden: „Links auf diese Seite“. Somit ist die Wikipedia wieder aktuell in allen Bereichen! Hinweis: bei Eintragung der Kategorie „Gestorben JAHR“ wird der Missbrauchsfilter 49 ausgelöst, was jedoch nicht schlimm ist. Siehe: Spezial:Missbrauchsfilter/49
Dies ist eine Liste von im Juli 2022 verstorbenen bekannten Persönlichkeiten. Die Einträge erfolgen innerhalb der einzelnen Daten alphabetisch sortiert. Tiere sind im Nekrolog für Tiere zu finden.

## Juli
Bearbeitungshinweis: Neue Todesfälle bitte absteigend nach Tagen geordnet eintragen. Die Todesfälle desselben Tages bitte in alphabetischer Reihenfolge einfügen.
| Tag      | Name                                  | Beruf, bekannt als                                                                    | Alter | Beleg |
| -------- | ------------------------------------- | ------------------------------------------------------------------------------------- | ----- | ----- |
| 31. Juli | Wadim Bakatin                         | sowjetischer Politiker und Geheimdienstler                                            | 84    |       |
| 31. Juli | David Cannan                          | britischer Politiker                                                                  | 85    |       |
| 31. Juli | Hubert Coppenrath                     | französisch-polynesischer Erzbischof                                                  | 91    |       |
| 31. Juli | Terence Davies                        | australischer Ruderer                                                                 | 88    |       |
| 31. Juli | Mónica Domínguez                      | spanische Journalistin                                                                | 38    |       |
| 31. Juli | Joseph A. Doorley Jr.                 | US-amerikanischer Politiker                                                           | 91    |       |
| 31. Juli | Anneli Drummond-Hay                   | britische Reiterin und Trainerin                                                      | 84    |       |
| 31. Juli | Jack Fellure                          | US-amerikanischer Politiker                                                           | 90    |       |
| 31. Juli | Maria Frisé                           | deutsche Journalistin und Schriftstellerin                                            | 96    |       |
| 31. Juli | Hartmut Heidemann                     | deutscher Fußballspieler                                                              | 81    |       |
| 31. Juli | Volkmar Hellfritzsch                  | deutscher Namenforscher                                                               | 87    |       |
| 31. Juli | Christophe Izard                      | französischer Schauspieler                                                            | 85    |       |
| 31. Juli | Anthony Janiec                        | französischer Automobil- und Truckrennfahrer                                          | 37    |       |
| 31. Juli | Albrecht Kellerer                     | deutscher Strahlenbiologe                                                             | 86    |       |
| 31. Juli | Hubertus Leteng                       | indonesischer Bischof                                                                 | 63    |       |
| 31. Juli | Øivind Maurseth                       | norwegischer Architekt                                                                | 94    |       |
| 31. Juli | Ilinka Mitreva                        | nordmazedonische Politikerin                                                          | 72    |       |
| 31. Juli | Mo Ostin                              | US-amerikanischer Musikmanager                                                        | 95    |       |
| 31. Juli | Fidel Ramos                           | philippinischer General und Politiker                                                 | 94    |       |
| 31. Juli | Bill Russell                          | US-amerikanischer Basketballspieler und -trainer                                      | 88    |       |
| 31. Juli | Sara Shane                            | US-amerikanische Schauspielerin                                                       | 94    |       |
| 31. Juli | John Steiner                          | britischer Schauspieler                                                               | 81    |       |
| 31. Juli | Oleksij Wadaturskyj                   | ukrainischer Unternehmer                                                              | 74    |       |
| 31. Juli | Rainer Will                           | deutscher Schauspieler                                                                | 67    |       |
| 31. Juli | Aiman az-Zawahiri                     | ägyptischer Terrorist                                                                 | 71    |       |
| 30. Juli | Kurt Antreich                         | deutscher Ingenieurwissenschaftler                                                    | 87    |       |
| 30. Juli | George Bartenieff                     | US-amerikanischer Schauspieler                                                        | 89    |       |
| 30. Juli | Pat Carroll                           | US-amerikanische Schauspielerin und Synchronsprecherin                                | 95    |       |
| 30. Juli | Heather Grey                          | US-amerikanische Fernsehproduzentin                                                   | 50    |       |
| 30. Juli | Alfred Houget                         | französischer Fußballfunktionär                                                       | 93    |       |
| 30. Juli | Robert I. Jewett                      | US-amerikanischer Mathematiker                                                        | 84    |       |
| 30. Juli | Manfred L'age                         | deutscher Mediziner                                                                   | 88    |       |
| 30. Juli | Martin Luluga                         | ugandischer Bischof                                                                   | 89    |       |
| 30. Juli | Honorata Mroczek                      | polnische Turnerin                                                                    | 92    |       |
| 30. Juli | Nichelle Nichols                      | US-amerikanische Schauspielerin                                                       | 89    |       |
| 30. Juli | Ian Nish                              | britischer Historiker                                                                 | 96    |       |
| 30. Juli | Roberto Nobile                        | italienischer Schauspieler                                                            | 74    |       |
| 30. Juli | Karlheinz Max Reichert                | deutscher Admiral                                                                     | 85    |       |
| 30. Juli | Archie Roach                          | australischer Sänger und Songschreiber                                                | 66    |       |
| 30. Juli | Federico Schuster                     | argentinischer Philosoph                                                              | 61    |       |
| 30. Juli | Jad Turjman                           | syrisch-österreichischer Schriftsteller und Comedian                                  | 32    |       |
| 30. Juli | Costel Vasilescu                      | rumänischer Trompeter                                                                 | 81    |       |
| 30. Juli | Enrique Viloria Vera                  | venezolanischer Schriftsteller                                                        | 72    |       |
| 30. Juli | Karl Wegener                          | deutscher Politiker und Landwirtschaftsfunktionär                                     | 88    |       |
| 30. Juli | Alvin Yeo                             | singapurischer Politiker                                                              | 60    |       |
| 29. Juli | Armenia Balducci                      | italienische Schauspielerin                                                           | 89    |       |
| 29. Juli | Hans Bangerter                        | Schweizer Fußballfunktionär                                                           | 98    |       |
| 29. Juli | Thomas Beckmann                       | deutscher Cellist                                                                     | 65    |       |
| 29. Juli | Sybille Benning                       | deutsche Politikerin                                                                  | 61    |       |
| 29. Juli | Sarath Chandran                       | indischer Schauspieler                                                                | 37    |       |
| 29. Juli | Emmie Chanika                         | malawische Menschenrechtsaktivistin                                                   | 66    |       |
| 29. Juli | Rasik Dave                            | indischer Schauspieler                                                                | 65    |       |
| 29. Juli | Dieter Duwendag                       | deutscher Ökonom                                                                      | 84    |       |
| 29. Juli | Margot Eskens                         | deutsche Schlagersängerin                                                             | 85    |       |
| 29. Juli | Ulises Eyherabide                     | argentinischer Rockmusiker, Grafikdesigner und Architekt                              | 55    |       |
| 29. Juli | Hans-Heini Gasser                     | Schweizer Politiker und Bauingenieur                                                  | 90    |       |
| 29. Juli | Juris Hartmanis                       | lettisch-US-amerikanischer Informatiker                                               | 94    |       |
| 29. Juli | Joachim Jauer                         | deutscher Journalist                                                                  | 82    |       |
| 29. Juli | Olga „Korsa“ Katschura                | russische Offizierin                                                                  | 52    |       |
| 29. Juli | Lisa-Maria Kellermayr                 | österreichische Ärztin                                                                | 36    |       |
| 29. Juli | Ignacio Marván Laborde                | mexikanischer Wissenschaftler                                                         | ≈71   |       |
| 29. Juli | Wolfgang Mantl                        | österreichischer Politikwissenschaftler                                               | 83    |       |
| 29. Juli | Joseph P. Martino                     | US-amerikanischer Science-Fiction-Autor und Wissenschaftsberater                      | 91    |       |
| 29. Juli | Raymond Raposa                        | US-amerikanischer Sänger                                                              | 41    |       |
| 29. Juli | Tom Richmond                          | US-amerikanischer Kameramann                                                          | 72    |       |
| 29. Juli | Gerhard Riecker                       | deutscher Kardiologe                                                                  | 96    |       |
| 29. Juli | Jimmy Sohns                           | US-amerikanischer Sänger                                                              | 75    |       |
| 29. Juli | Winfried Vogel                        | deutscher Brigadegeneral und Publizist                                                | 85    |       |
| 29. Juli | Yitzchok Tuvia Weiss                  | britischer Rabbi                                                                      | 96    |       |
| 28. Juli | Ursula Andermatt                      | Schweizer Schauspielerin                                                              | 64    |       |
| 28. Juli | Geoffrey Brennan                      | australischer Wirtschaftswissenschaftler und Philosoph                                | 77    |       |
| 28. Juli | Franco Casalini                       | italienischer Basketballtrainer                                                       | 70    |       |
| 28. Juli | Pietro Citati                         | italienischer Schriftsteller, Literaturkritiker und Journalist                        | 92    |       |
| 28. Juli | Mario Casasús Figueroa                | mexikanischer Schriftsteller und Journalist                                           | 42    |       |
| 28. Juli | Wayne Hawkins                         | US-amerikanischer American-Football-Spieler                                           | 84    |       |
| 28. Juli | Yaakov Heruti                         | israelischer Anwalt und Aktivist                                                      | 95    |       |
| 28. Juli | İlhan İrem                            | türkischer Sänger                                                                     | 67    |       |
| 28. Juli | József Kardos                         | ungarischer Fußballspieler                                                            | 62    |       |
| 28. Juli | Billy Kaye                            | US-amerikanischer Jazz-Schlagzeuger                                                   | 89    | ,     |
| 28. Juli | Karl-Heinz Marotzke                   | deutscher Fußballtrainer                                                              | 88    |       |
| 28. Juli | Egon Müller                           | deutscher Rechtsanwalt                                                                | 84    |       |
| 28. Juli | Terry Neill                           | nordirischer Fußballspieler und -trainer                                              | 80    |       |
| 28. Juli | Fritz Nicklisch                       | deutscher Rechtswissenschaftler                                                       | 86    |       |
| 28. Juli | Marianne Nölle                        | deutsche Serienmörderin                                                               | ?     |       |
| 28. Juli | Howard Rosenthal                      | US-amerikanischer Politikwissenschaftler                                              | 83    |       |
| 28. Juli | Roger H. Stuewer                      | US-amerikanischer Wissenschaftshistoriker                                             | 87    |       |
| 28. Juli | William White                         | US-amerikanischer American-Football-Spieler                                           | 56    |       |
| 28. Juli | Judith Widmer-Straatman               | Schweizer Frauenrechtskämpferin                                                       | 100   |       |
| 28. Juli | Ron Zimmerman                         | US-amerikanischer Comicautor                                                          | 64    |       |
| 27. Juli | Mary Alice                            | US-amerikanische Schauspielerin                                                       | 85    |       |
| 27. Juli | Paul Bertrand                         | französischer Bischof                                                                 | 97    |       |
| 27. Juli | Jean Bobet                            | französischer Radrennfahrer                                                           | 92    |       |
| 27. Juli | Antonio Casagrande                    | italienischer Schauspieler                                                            | 91    |       |
| 27. Juli | Luis Morgan Casey                     | US-amerikanischer Bischof                                                             | 87    |       |
| 27. Juli | Bernard Cribbins                      | britischer Schauspieler                                                               | 93    |       |
| 27. Juli | Pino d’Olbia                          | italienischer Sänger                                                                  | 87    |       |
| 27. Juli | Tony Dow                              | US-amerikanischer Schauspieler und Filmschaffender                                    | 77    |       |
| 27. Juli | Siegmar Gerber                        | deutscher Mathematiker und Informatiker                                               | 84    |       |
| 27. Juli | Mel Hoppenheim                        | kanadischer Unternehmer                                                               | 84    |       |
| 27. Juli | JayDaYoungan                          | US-amerikanischer Rapper                                                              | 24    |       |
| 27. Juli | Ardhendu Kumar Dey                    | indischer Politiker                                                                   | 81    |       |
| 27. Juli | Sylvia Jackson                        | schottische Politikerin                                                               | 76    |       |
| 27. Juli | Larry Josephson                       | US-amerikanischer Hörfunkproduzent                                                    | 83    |       |
| 27. Juli | Gisèle Lalonde                        | kanadische Politikerin                                                                | 89    |       |
| 27. Juli | Kaleb Luebchow                        | US-amerikanischer Schlagzeuger                                                        | ?     |       |
| 27. Juli | Juri Marussin                         | russischer Opernsänger                                                                | 76    |       |
| 27. Juli | Glenn McConkey                        | US-amerikanische Skirennläuferin                                                      | 79    |       |
| 27. Juli | Burt Metcalfe                         | US-amerikanischer Schauspieler und Fernsehregisseur und -produzent                    | 87    |       |
| 27. Juli | Christopher Meyer                     | britischer Diplomat                                                                   | 78    |       |
| 27. Juli | Mick Moloney                          | irischer Musiker                                                                      | 77    |       |
| 27. Juli | Deborah L. Nichols                    | US-amerikanische Anthropologin und Archäologin                                        | 70    |       |
| 27. Juli | Manfred Roost                         | deutscher Dirigent und Chorleiter                                                     | 93    |       |
| 27. Juli | Wolfgang Schröfel                     | deutscher Verbandsfunktionär, Förderer des Chorgesanges                               | 75    |       |
| 27. Juli | Celina Seghi                          | italienische Skirennläuferin                                                          | 102   |       |
| 27. Juli | Hermann Seimetz                       | deutscher Politiker                                                                   | 84    |       |
| 27. Juli | Ronald James Sider                    | kanadischer Historiker, Theologe und Sozialaktivist                                   | 82    |       |
| 27. Juli | Philippe Sonnet                       | belgischer Politiker                                                                  | 57    |       |
| 27. Juli | Tom Springfield                       | britischer Liedtexter                                                                 | 88    |       |
| 27. Juli | Günther Stingl                        | österreichischer Schriftsteller                                                       | 82    |       |
| 27. Juli | Martin Stroot                         | deutscher Politiker und Unternehmer                                                   | 94    |       |
| 27. Juli | Eric Viennot                          | französischer Videospiel-Designer                                                     | 62    |       |
| 26. Juli | Inger Alfvén                          | schwedische Schriftstellerin                                                          | 82    |       |
| 26. Juli | Klaus Barner                          | deutscher Schauspieler und Hörspielsprecher                                           | 89    |       |
| 26. Juli | Georges Briguet                       | schweizerisch-US-amerikanischer Gastronom                                             | 85    |       |
| 26. Juli | Jannette Burr                         | US-amerikanische Skirennläuferin                                                      | 95    |       |
| 26. Juli | Susana Cabuchi                        | argentinische Schriftstellerin                                                        | 73    |       |
| 26. Juli | Gérard Corneloup                      | französischer Journalist                                                              | 76    |       |
| 26. Juli | Iosif Culineac                        | rumänischer Wasserballspieler                                                         | 80    |       |
| 26. Juli | Siegfried Donhauser                   | deutscher Brauereitechnologe                                                          | 95    |       |
| 26. Juli | Eli N. Evans                          | US-amerikanischer Judaist                                                             | 85    |       |
| 26. Juli | Bruno Foresti                         | italienischer Erzbischof                                                              | 99    |       |
| 26. Juli | Anne-Marie Garat                      | französische Schriftstellerin                                                         | 75    |       |
| 26. Juli | Paul Garon                            | US-amerikanischer Autor, Herausgeber und Bluesforscher                                | 80    |       |
| 26. Juli | Darío Gómez                           | kolumbianischer Sänger                                                                | 71    |       |
| 26. Juli | David Ireland                         | australischer Schriftsteller                                                          | 94    |       |
| 26. Juli | Sy Johnson                            | US-amerikanischer Jazzpianist und Arrangeur                                           | 92    |       |
| 26. Juli | Tomohiro Katō                         | japanischer Amokläufer                                                                | 39    |       |
| 26. Juli | Anton H. Konrad                       | deutscher Verleger und Heimatpfleger                                                  | 85    |       |
| 26. Juli | Michael Kroner                        | rumänisch-deutscher Historiker                                                        | 87    |       |
| 26. Juli | Chin Kung                             | chinesischer Mönch                                                                    | 95    |       |
| 26. Juli | James Lovelock                        | britischer Wissenschaftler                                                            | 103   |       |
| 26. Juli | Uri Orlev                             | polnisch-israelischer Kinder- und Jugendbuchautor                                     | 91    |       |
| 26. Juli | William Phillips                      | australischer Wasserballspieler                                                       | 78    |       |
| 26. Juli | Thomas Richter                        | deutscher Architekt, Maler und Bildhauer                                              | 79    |       |
| 26. Juli | J. Deotis Roberts                     | US-amerikanischer Theologe                                                            | 95    |       |
| 26. Juli | Balwinder Safri                       | indischer Sänger                                                                      | 63    |       |
| 26. Juli | Dieter Soltmann                       | deutscher Manager                                                                     | 87    |       |
| 26. Juli | Juancho Vargas                        | kolumbianischer Pianist                                                               | 88    |       |
| 26. Juli | Jean Westwood                         | britische Eiskunstläuferin                                                            | 91    |       |
| 25. Juli | Jennifer Bartlett                     | US-amerikanische Malerin und Bildhauerin                                              | 81    |       |
| 25. Juli | Miguel Ángel Campodónico              | uruguayischer Journalist und Schriftsteller                                           | 85    |       |
| 25. Juli | Sabine Gensior                        | deutsche Soziologin                                                                   | 77    |       |
| 25. Juli | Irina Ionesco                         | französische Fotografin                                                               | 91    |       |
| 25. Juli | Georges Lüdi                          | Schweizer Linguist und Romanist                                                       | 78    |       |
| 25. Juli | Isabel Mühlfenzl                      | deutsche Journalistin, Autorin und Wirtschaftswissenschaftlerin                       | 94    |       |
| 25. Juli | Hartmut Perschau                      | deutscher Offizier und Politiker                                                      | 80    |       |
| 25. Juli | Tom Poberezny                         | US-amerikanischer Kunstflieger                                                        | 75    |       |
| 25. Juli | Sandy Roberton                        | britischer Musikproduzent                                                             | 80    |       |
| 25. Juli | Dietrich Schuberth                    | deutscher Kirchenmusiker                                                              | 90    |       |
| 25. Juli | Frédéric Sève                         | französischer Lehrer und Gewerkschafter                                               | 55    |       |
| 25. Juli | Yōko Shimada                          | japanische Schauspielerin                                                             | 69    |       |
| 25. Juli | Knuts Skujenieks                      | lettischer Dichter                                                                    | 85    |       |
| 25. Juli | Paul Sorvino                          | US-amerikanischer Schauspieler                                                        | 83    |       |
| 25. Juli | Alfred G. Świerk                      | polnischer Buchwissenschaftler                                                        | 90    |       |
| 25. Juli | Richard Tait                          | US-amerikanischer Spielentwickler, Investor und Unternehmer                           | 58    |       |
| 25. Juli | Lucio Tasca                           | italienischer Vielseitigkeitsreiter und Winzer                                        | 82    |       |
| 25. Juli | David Trimble                         | nordirischer Politiker                                                                | 77    |       |
| 24. Juli | Janina Altman                         | polnisch-israelische Chemikerin und Holocaustüberlebende                              | 91    |       |
| 24. Juli | Alain David                           | französischer Leichtathlet                                                            | 90    |       |
| 24. Juli | Vittoro De Scalzi                     | italienischer Sänger                                                                  | 71    |       |
| 24. Juli | Tamar Eshel                           | israelische Politikerin                                                               | 102   |       |
| 24. Juli | Stoney Garnett                        | britischer Komiker und Politiker                                                      | ?     |       |
| 24. Juli | Tim Giago                             | US-amerikanischer Journalist und Zeitungsgründer                                      | 88    |       |
| 24. Juli | Bob Heathcote                         | US-amerikanischer Musiker                                                             | 58    |       |
| 24. Juli | Lotte Ingrisch                        | österreichische Schriftstellerin, Theater- und Hörspielautorin                        | 92    |       |
| 24. Juli | Diana Kennedy                         | britische Kochbuchautorin                                                             | 99    |       |
| 24. Juli | Klaus Peter Kisker                    | deutscher Ökonom                                                                      | 89    |       |
| 24. Juli | Juri Kolmakow                         | russischer Biathlet                                                                   | 76    |       |
| 24. Juli | Hanne Kulessa                         | deutsche Autorin und Moderatorin                                                      | 71    |       |
| 24. Juli | Michael R. Long                       | US-amerikanischer Politiker                                                           | 82    |       |
| 24. Juli | Chase Mishkin                         | US-amerikanische Theaterproduzentin                                                   | 85    |       |
| 24. Juli | Kurt Pfammatter                       | Schweizer Eishockeyspieler                                                            | 81    |       |
| 24. Juli | Charlotte Pomerantz                   | US-amerikanische Kinderbuchautorin                                                    | 92    |       |
| 24. Juli | Mncedisi Shabangu                     | südafrikanischer Schauspieler                                                         | 53    |       |
| 24. Juli | Wiltrud Topić-Mersmann                | österreichische Kunsthistorikerin                                                     | 103   |       |
| 24. Juli | Peter Vilandos                        | amerikanisch-griechischer Pokerspieler                                                | 82    |       |
| 24. Juli | David Warner                          | britischer Schauspieler                                                               | 80    |       |
| 24. Juli | William Wright                        | britischer Politiker                                                                  | 94    |       |
| 23. Juli | Venant Bacinoni                       | burundischer Bischof                                                                  | 82    |       |
| 23. Juli | Peter Boyle                           | britischer Epidemiologe                                                               | 71    |       |
| 23. Juli | Paul Coker                            | US-amerikanischer Illustrator                                                         | 93    |       |
| 23. Juli | Paul Conkin                           | US-amerikanischer Historiker                                                          | 92    |       |
| 23. Juli | Joseph Dan                            | israelischer Judaist                                                                  | 87    |       |
| 23. Juli | Ronald S. Dancer                      | US-amerikanischer Politiker                                                           | 73    |       |
| 23. Juli | Robert Dutton                         | US-amerikanischer Politiker                                                           | 71    |       |
| 23. Juli | Rinus Ferdinandusse                   | niederländischer Autor und Journalist                                                 | 90    |       |
| 23. Juli | Donald Gehrmann                       | US-amerikanischer Leichtathlet                                                        | 94    |       |
| 23. Juli | Diane Hegarty                         | US-amerikanische Satanistin                                                           | 80    |       |
| 23. Juli | Jerry Holan                           | US-amerikanischer Schwimmer                                                           | 91    |       |
| 23. Juli | Sid Jacobson                          | US-amerikanischer Comiczeichner und -autor                                            | 92    |       |
| 23. Juli | Donald Jonas                          | US-amerikanischer Unternehmer und Kunstsammler                                        | 92    |       |
| 23. Juli | Jan Jůn                               | tschechischer Journalist                                                              | 77    |       |
| 23. Juli | Kyaw Min Yu                           | myanmarischer Politaktivist                                                           | 53    |       |
| 23. Juli | Aaron Lathman                         | US-amerikanischer Journalist und Drehbuchautor                                        | 78    |       |
| 23. Juli | Marie Leonhardt                       | schweizerisch-niederländische Violinistin                                             | 93    |       |
| 23. Juli | Gerald Nagler                         | österreichisch-schwedischer Unternehmer und Menschenrechtler                          | 92    |       |
| 23. Juli | Bob Rafelson                          | US-amerikanischer Regisseur, Drehbuchautor und Produzent                              | 89    |       |
| 23. Juli | Bhisadej Rajani                       | thailändischer Prinz                                                                  | 100   |       |
| 23. Juli | R.O. Schabbach                        | deutscher Künstler                                                                    | 59    |       |
| 23. Juli | Hans H. Walser                        | Schweizer Psychiater und Medizinhistoriker                                            | 102   |       |
| 23. Juli | Zayar Thaw                            | myanmarischer Politiker und Künstler                                                  | 41    |       |
| 22. Juli | Emilie Beneš Brzezinski               | schweizerisch-US-amerikanische Bildhauerin                                            | 90    |       |
| 22. Juli | Richard Cartier                       | kanadischer Bergsteiger und Physiker                                                  | 60    |       |
| 22. Juli | Kieran Crotty                         | irischer Politiker                                                                    | 91    |       |
| 22. Juli | Tom Deininger                         | deutscher Schauspieler, Radiomoderator und Synchronsprecher                           | 71    |       |
| 22. Juli | Núria Feliu i Mestres                 | spanische Sängerin und Schauspielerin                                                 | 80    |       |
| 22. Juli | Heikki Haavisto                       | finnischer Politiker                                                                  | 86    |       |
| 22. Juli | Ryoichi Honda                         | japanischer Politiker                                                                 | 82    |       |
| 22. Juli | Nanda Khare                           | indischer Schriftsteller                                                              | 75    |       |
| 22. Juli | Howard Kleinberg                      | US-amerikanischer Fernsehkoch                                                         | 46    |       |
| 22. Juli | David Moores                          | britischer Fußballfunktionär                                                          | 76    |       |
| 22. Juli | Herwig Pöschl                         | österreichischer Musiker, Kulturmanager und Kurator                                   | 72    |       |
| 22. Juli | Xavier Richefort                      | französischer Volleyballspieler, Journalist und Sportkommentator                      | 59    |       |
| 22. Juli | Leon E. Rosenberg                     | US-amerikanischer Mediziner und Genetiker                                             | 89    |       |
| 22. Juli | Klaus Schreyer                        | deutscher Konzertagent und Hochschullehrer                                            | 84    |       |
| 22. Juli | Dwight Smith                          | US-amerikanischer Baseballspieler                                                     | 58    |       |
| 22. Juli | Stefan Soltész                        | österreichischer Dirigent                                                             | 73    |       |
| 22. Juli | Stuart Woods                          | US-amerikanischer Schriftsteller                                                      | 84    |       |
| 21. Juli | Zvonko Bezjak                         | jugoslawischer Hammerwerfer                                                           | 87    |       |
| 21. Juli | Taurean Blacque                       | US-amerikanischer Schauspieler                                                        | 82    |       |
| 21. Juli | Salomon Peter Carlebach               | US-amerikanischer Rabbiner                                                            | 96    |       |
| 21. Juli | Meche Carreño                         | mexikanische Schauspielerin, Sängerin und Model                                       | 74    |       |
| 21. Juli | Shonka Dukureh                        | US-amerikanische Schauspielerin                                                       | 44    |       |
| 21. Juli | Kazimierz Goebel                      | polnischer Mathematiker                                                               | 81    |       |
| 21. Juli | Paddy Hopkirk                         | britischer Rallyefahrer                                                               | 89    |       |
| 21. Juli | Eric Knight                           | US-amerikanischer Dirigent und Arrangeur                                              | 89    |       |
| 21. Juli | Otmar Krettek                         | deutscher Verkehrsingenieur                                                           | 88    |       |
| 21. Juli | Alfred Krink                          | deutscher Pädagoge und Hörspielregisseur                                              | 89    |       |
| 21. Juli | Martti Lehtevä                        | finnischer Boxer                                                                      | 91    |       |
| 21. Juli | Doug Mitchell                         | kanadischer American-Football-Funktionär                                              | 83    |       |
| 21. Juli | Hans Nothdurfter                      | italienischer Prähistoriker                                                           | 82    |       |
| 21. Juli | Reino Paasilinna                      | finnischer Politiker                                                                  | 82    |       |
| 21. Juli | Nikola Radmanović                     | serbischer Fußballspieler                                                             | 53    |       |
| 21. Juli | Perry Rubenstein                      | US-amerikanischer Galerist                                                            | 68    |       |
| 21. Juli | Michel Schneider                      | französischer Schriftsteller, Psychoanalytiker und Autor                              | 78    |       |
| 21. Juli | Uwe Seeler                            | deutscher Fußballspieler und -funktionär                                              | 85    |       |
| 21. Juli | Luca Serianni                         | italienischer Linguist                                                                | 74    |       |
| 21. Juli | Rodney Stark                          | US-amerikanischer Religionssoziologe                                                  | 88    |       |
| 21. Juli | Alexei Wdowin                         | russischer Wasserballspieler                                                          | 59    |       |
| 20. Juli | Walter Fremuth                        | österreichischer Manager                                                              | 90    |       |
| 20. Juli | Alan Grant                            | britischer Schriftsteller und Comicautor                                              | 73    |       |
| 20. Juli | Alice Harnoncourt                     | österreichische Violinistin                                                           | 91    |       |
| 20. Juli | Hans-Joachim Hespos                   | deutscher Komponist und Musikverleger                                                 | 84    |       |
| 20. Juli | Wolfgang Hinze                        | deutscher Schauspieler und Regisseur                                                  | 87    |       |
| 20. Juli | Peter Inge                            | britischer Militär                                                                    | 86    |       |
| 20. Juli | Kamoya Kimeu                          | kenianischer Paläoanthropologe                                                        | 84    |       |
| 20. Juli | Bernard Labourdette                   | französischer Radrennfahrer                                                           | 75    |       |
| 20. Juli | Josef Matzneller                      | italienischer römisch-katholischer Priester und Generalvikar der Diözese Bozen-Brixen | 77    |       |
| 20. Juli | Jürgen Noll                           | deutscher Philatelist                                                                 | 70    |       |
| 20. Juli | Rak Roots                             | madagassischer Musiker                                                                | ?     |       |
| 20. Juli | Michail Schtschigol                   | sowjetischer bzw. ukrainischer Maler und Architekt                                    | 76    |       |
| 20. Juli | Judith Stamm                          | Schweizer Politikerin                                                                 | 88    |       |
| 20. Juli | Friedrich Tiefenbrunner               | österreichischer Fußballspieler                                                       | 82    |       |
| 20. Juli | Frederick Waite Jr.                   | britischer Schlagzeuger                                                               | 55    |       |
| 20. Juli | Viktor Žmegač                         | jugoslawischer bzw. kroatischer Philologe und Literaturhistoriker                     | 93    |       |
| 19. Juli | Max Peter Ammann                      | Schweizer Regisseur                                                                   | 93    |       |
| 19. Juli | Fran Leeper Buss                      | US-amerikanische Frauenrechtlerin und Historikerin                                    | 80    |       |
| 19. Juli | Stuart Chapman                        | englischer Fußballspieler                                                             | 71    |       |
| 19. Juli | Maxime Féri Farzaneh                  | französisch-iranischer Schriftsteller und Filmemacher                                 | 93    |       |
| 19. Juli | Franco Frassoldati                    | italienischer Fußballspieler                                                          | 69    |       |
| 19. Juli | Dieter Helm                           | deutscher Politiker                                                                   | 81    |       |
| 19. Juli | Michael Henderson                     | US-amerikanischer Bassist und Sänger                                                  | 71    |       |
| 19. Juli | Henkie                                | niederländischer Sänger                                                               | 76    |       |
| 19. Juli | Ajay Kumar Parida                     | indischer Biologe                                                                     | 58    |       |
| 19. Juli | Q Lazzarus                            | US-amerikanische Sängerin                                                             | 61    |       |
| 19. Juli | Carola Meier-Seethaler                | deutsch-schweizerische Psychologin, Philosophin und Psychotherapeutin                 | 95    |       |
| 19. Juli | Dieter Mueller-Dombois                | US-amerikanischer Vegetationskundler                                                  | 96    |       |
| 19. Juli | Jorge Navarrete                       | chilenischer Humorist, Psychologe und Fernsehmoderator                                | 72    |       |
| 19. Juli | Adriana Orejuela                      | kolumbianische Autorin und Musikwissenschaftlerin                                     | 57    |       |
| 19. Juli | Michael Pfeuti                        | Schweizer Bassist                                                                     | 62    |       |
| 19. Juli | Kaspar Plattner                       | österreichischer Fußballfunktionär                                                    | 82    |       |
| 19. Juli | Ruslana Pyssanka                      | ukrainische Schauspielerin                                                            | 56    |       |
| 19. Juli | Eunice Ribeiro Durham                 | brasilianische Anthropologin, Politikwissenschaftlerin und Bildungssachverständige    | 90    |       |
| 19. Juli | Yōko Satō                             | japanische Violinistin                                                                | 72    |       |
| 19. Juli | Anton Graf Schwerin von Krosigk       | deutscher Verwaltungsjurist und Politiker                                             | 97    |       |
| 19. Juli | Enrique Sosa                          | mexikanischer Kameramann                                                              | ?     |       |
| 18. Juli | Mayah Attoun                          | israelische Künstlerin                                                                | 48    |       |
| 18. Juli | Rebecca Balding                       | US-amerikanische Schauspielerin                                                       | 73    |       |
| 18. Juli | Egidio Caporello                      | italienischer Bischof                                                                 | 91    |       |
| 18. Juli | Terry Castro                          | US-amerikanischer Schmuckdesigner                                                     | 50    |       |
| 18. Juli | Ottavio Cinquanta                     | italienischer Sportfunktionär                                                         | 83    |       |
| 18. Juli | Dani                                  | französische Schauspielerin und Sängerin                                              | 77    |       |
| 18. Juli | José Diéguez Reboredo                 | spanischer Bischof                                                                    | 88    |       |
| 18. Juli | Muhsin Farhan                         | irakischer Komponist                                                                  | 75    |       |
| 18. Juli | Delia Giovanola                       | argentinische Menschenrechtsaktivistin                                                | 96    |       |
| 18. Juli | Bajram Haliti                         | serbisch-rumänischer Autor                                                            | 67    |       |
| 18. Juli | Renate Holmes                         | britische Skirennläuferin                                                             | 92    |       |
| 18. Juli | Ricky Houghton                        | neuseeländischer Gemeindevorsteher                                                    | 62    |       |
| 18. Juli | Sanoussi Jackou                       | nigrischer Politiker                                                                  | 82    |       |
| 18. Juli | Larry Jeffrey                         | kanadischer Eishockeyspieler                                                          | 81    |       |
| 18. Juli | Boris Joffe                           | sowjetischer bzw. russischer Physiker                                                 | 96    |       |
| 18. Juli | Christoph Körner                      | deutscher Theologe                                                                    | 79    |       |
| 18. Juli | Anwar Hussain Laskar                  | indischer Politiker                                                                   | 57    |       |
| 18. Juli | Don Mattera                           | südafrikanischer Dichter und Schriftsteller                                           | 86    |       |
| 18. Juli | Raja Mukherjee                        | indischer Cricketspieler                                                              | 71    |       |
| 18. Juli | Claes Oldenburg                       | schwedisch-US-amerikanischer Bildhauer                                                | 93    |       |
| 18. Juli | Dietmar Pertsch                       | deutscher Autor und Literaturwissenschaftler                                          | 93    |       |
| 18. Juli | Aloyzas Sakalas                       | litauischer Politiker                                                                 | 91    |       |
| 18. Juli | Guy Samama                            | französischer Philosoph                                                               | 79    |       |
| 18. Juli | Reinhard Schwarz                      | deutscher Theologe                                                                    | 92    |       |
| 18. Juli | Bhupinder Singh                       | indischer Musiker                                                                     | 82    |       |
| 18. Juli | Nikola Štedul                         | kroatischer Aktivist und Attentatsüberlebender                                        | 84    |       |
| 18. Juli | Murray Wall                           | australischer Jazzbassist                                                             | 76    |       |
| 18. Juli | Urs Wüthrich                          | Schweizer Politiker                                                                   | 67    |       |
| 18. Juli | Alex Zapata                           | deutscher Schlagersänger                                                              | 52    |       |
| 17. Juli | Ada Ameh                              | nigerianische Schauspielerin                                                          | 48    |       |
| 17. Juli | Dominique Borg                        | französische Kostümbildnerin und Schauspielerin                                       | 76    |       |
| 17. Juli | Gheorghe Calamanciuc                  | moldauischer Schriftsteller und Dichter                                               | 77    |       |
| 17. Juli | Joachim F. Christopeit                | deutscher Manager                                                                     | 85    |       |
| 17. Juli | Rudolf Diemer                         | deutscher Fotograf und Dokumentarfilmer                                               | 79    |       |
| 17. Juli | Jessie Duarte                         | südafrikanische Politikerin                                                           | 68    |       |
| 17. Juli | Eric Flint                            | US-amerikanischer Science-Fiction- und Fantasy-Autor                                  | 75    |       |
| 17. Juli | Yang Fujia                            | chinesischer Physiker                                                                 | 86    |       |
| 17. Juli | Michael Grünewald                     | deutscher Fußballspieler                                                              | 63    |       |
| 17. Juli | Hans Hartmann                         | Schweizer Bassist                                                                     | 80    |       |
| 17. Juli | Sevda İbrahimova                      | aserbaidschanische Komponistin und Pianistin                                          | 82    |       |
| 17. Juli | Christian Jaquet                      | Schweizer Werbemanager, Designer, Maler, Autor und Kulturförderer                     | 82    |       |
| 17. Juli | Erden Kıral                           | türkischer Regisseur und Filmemacher                                                  | 80    |       |
| 17. Juli | Kemi Nelson                           | nigerianische Politikerin                                                             | 66    |       |
| 17. Juli | César Pedroso                         | kubanischer Pianist, Komponist und Arrangeur                                          | 75    |       |
| 17. Juli | Ludwig Richter                        | deutscher Literaturwissenschaftler, Slawist und Übersetzer                            | 88    |       |
| 17. Juli | Francesco Rizzo                       | italienischer Fußballspieler                                                          | 79    |       |
| 17. Juli | Malcolm Scarpa                        | spanischer Pop- und Blues-Musiker                                                     | 62    |       |
| 17. Juli | Siegfried Treichel                    | deutscher Neurologe und Standespolitiker                                              | 90    |       |
| 17. Juli | Héctor Tricoche                       | puerto-ricanischer Salsa-Musiker                                                      | 66    |       |
| 17. Juli | Gabriel Virtuoso                      | argentinischer Schauspieler, Lehrer, Regisseur und Dramatiker                         | 53    |       |
| 16. Juli | Erwin Andrä                           | deutscher Formgestalter                                                               | 101   |       |
| 16. Juli | Georgs Andrejevs                      | lettischer Politiker                                                                  | 89    |       |
| 16. Juli | Brian Bailey                          | britischer Sportschütze                                                               | 89    |       |
| 16. Juli | Mary Ellin Barrett                    | US-amerikanische Schriftstellerin                                                     | 95    |       |
| 16. Juli | Eckhard Bibow                         | deutscher Diplomat                                                                    | 92    |       |
| 16. Juli | Hobie Billingsley                     | US-amerikanischer Turmspringtrainer                                                   | 94    |       |
| 16. Juli | Volker Ernsting                       | deutscher Karikaturist und Illustrator                                                | 81    |       |
| 16. Juli | Herbert W. Franke                     | österreichischer Schriftsteller                                                       | 95    |       |
| 16. Juli | José Guadalupe Galván Galindo         | mexikanischer Bischof                                                                 | 80    |       |
| 16. Juli | Wadim Golutwin                        | russischer Musiker und Komponist                                                      | 69    |       |
| 16. Juli | Otto Guse                             | deutscher Rechtsanwalt und Kirchenfunktionär                                          | 62    |       |
| 16. Juli | Dee Hock                              | US-amerikanischer Unternehmer                                                         | 93    |       |
| 16. Juli | Nirmal Singh Kahlon                   | indischer Politiker                                                                   | 79    |       |
| 16. Juli | Michael Krepon                        | US-amerikanischer Aktivist und Autor                                                  | 75    |       |
| 16. Juli | Hans-Thies Lehmann                    | deutscher Theaterwissenschaftler                                                      | 77    |       |
| 16. Juli | Mariusz Lewandowski                   | polnischer Maler und Coverdesigner                                                    | 61    |       |
| 16. Juli | Igor Malinowski                       | russischer Biathlet                                                                   | 25    |       |
| 16. Juli | Josefine Ollmann                      | deutsche Supercentenarian                                                             | 113   |       |
| 16. Juli | Tanja Pavel                           | deutsche Politikerin                                                                  | 50    |       |
| 16. Juli | Mickey Rooney Jr.                     | US-amerikanischer Schauspieler                                                        | 77    |       |
| 16. Juli | Gerald Shargel                        | US-amerikanischer Rechtsanwalt                                                        | 77    |       |
| 16. Juli | Herman Vrijders                       | belgischer Radrennfahrer                                                              | 75    |       |
| 16. Juli | Manfred Wicke                         | österreichischer Bauingenieur und Hochschullehrer                                     | 89    |       |
| 16. Juli | Wira Wowk                             | ukrainisch-brasilianische Schriftstellerin                                            | 96    |       |
| 16. Juli | Wakanohana Kanji II.                  | japanischer Sumōringer                                                                | 69    |       |
| 15. Juli | Markus Altwegg                        | Schweizer Manager                                                                     | 80    |       |
| 15. Juli | Britt Arenander                       | schwedische Schriftstellerin, Übersetzerin und Journalistin                           | 80    |       |
| 15. Juli | José Ramón Balaguer Cabrera           | kubanischer Politiker und Revolutionär                                                | 90    |       |
| 15. Juli | Pawel Deschura                        | russischer Musiker                                                                    | 37    |       |
| 15. Juli | Lourdes Grobet                        | mexikanische Fotografin                                                               | 81    |       |
| 15. Juli | James Ransom Heirtzler                | US-amerikanischer Geophysiker                                                         | 96    |       |
| 15. Juli | Georgi Jarzew                         | sowjetischer bzw. russischer Fußballspieler und -trainer                              | 74    |       |
| 15. Juli | Jean-Marie Lavalou                    | französischer Filmtechniker                                                           | 76    |       |
| 15. Juli | Jean-Pierre Malin                     | französischer Arzt                                                                    | 80    |       |
| 15. Juli | Patrick J. Michaels                   | US-amerikanischer Klimatologe und Klimawandelleugner                                  | 72    |       |
| 15. Juli | Prathap Pothan                        | indischer Regisseur und Schauspieler                                                  | 70    |       |
| 15. Juli | Manfred Radochla                      | deutscher Radsportler                                                                 | 73    |       |
| 15. Juli | Paul Ryder                            | britischer Bassgitarrist                                                              | 58    |       |
| 15. Juli | Albert Vann                           | US-amerikanischer Politiker                                                           | 87    |       |
| 14. Juli | Omar Archane                          | marokkanischer YouTuber                                                               | 16    |       |
| 14. Juli | Bobby Aylward                         | irischer Politiker                                                                    | 67    |       |
| 14. Juli | Christian Doermer                     | deutscher Schauspieler und Filmemacher                                                | 87    |       |
| 14. Juli | Karl Frey                             | deutscher Politiker                                                                   | 93    |       |
| 14. Juli | Giorgos Grammatikos                   | griechischer Schauspieler                                                             | ?     |       |
| 14. Juli | Alain Gründ                           | französischer Verleger                                                                | 83    |       |
| 14. Juli | William Hart                          | US-amerikanischer Sänger                                                              | 77    |       |
| 14. Juli | Jürgen Heinsch                        | deutscher Fußballspieler und -trainer                                                 | 82    |       |
| 14. Juli | Michael James Jackson                 | US-amerikanischer Musikproduzent                                                      | 65    |       |
| 14. Juli | Walter Jaeschke                       | deutscher Philosoph und Hochschullehrer                                               | 76    |       |
| 14. Juli | Jak Knight                            | US-amerikanischer Stand-up-Comedian, Drehbuchautor und Schauspieler                   | 28    |       |
| 14. Juli | Nikolai Krogius                       | sowjetischer bzw. russischer Schachspieler, -funktionär und -autor                    | 91    |       |
| 14. Juli | Germano Longo                         | italienischer Schauspieler und Synchronsprecher                                       | 89    |       |
| 14. Juli | Sylvia Molloy                         | argentinische Schriftstellerin und Literaturkritikerin                                | 83    |       |
| 14. Juli | Francisco Morales Bermúdez            | peruanischer Politiker                                                                | 100   |       |
| 14. Juli | Carlos Negreiros                      | brasilianischer Sänger, Perkussionist, Komponist und Bandleader                       | 80    |       |
| 14. Juli | Erica Pedretti                        | Schweizer Schriftstellerin                                                            | 92    |       |
| 14. Juli | Ramai Ram                             | indischer Politiker                                                                   | 78    |       |
| 14. Juli | Eugenio Scalfari                      | italienischer Journalist, Schriftsteller und Politiker                                | 98    |       |
| 14. Juli | Wolfhard Schlosser                    | deutscher Astronom und Autor                                                          | 82    |       |
| 14. Juli | Wiktor Slesarew                       | russischer Fußballspieler                                                             | 72    |       |
| 14. Juli | Pleun Strik                           | niederländischer Fußballspieler                                                       | 78    |       |
| 14. Juli | Sun Bin                               | chinesischer Schauspieler                                                             | 98    |       |
| 14. Juli | Clem Tisdell                          | australischer Wirtschaftswissenschaftler                                              | 82    |       |
| 14. Juli | Ivana Trump                           | US-amerikanische Unternehmerin                                                        | 73    |       |
| 14. Juli | Willem Vanderpol                      | kanadischer Wasserballspieler                                                         | 84    |       |
| 14. Juli | Carleton Varney                       | US-amerikanischer Innenarchitekt und Designer                                         | 85    |       |
| 13. Juli | Arturo Alessandri Besa                | chilenischer Anwalt und Politiker                                                     | 98    |       |
| 13. Juli | Rashard Anderson                      | US-amerikanischer American-Football-Spieler                                           | 45    |       |
| 13. Juli | Dialma Jakob Bänziger                 | Schweizer Bauingenieur                                                                | 94    |       |
| 13. Juli | Lutwin Beck                           | deutscher Gynäkologe und Geburtshelfer                                                | 95    |       |
| 13. Juli | Karl Bilek                            | deutscher Gynäkologe                                                                  | 90    |       |
| 13. Juli | A. B. Crentsil                        | ghanaischer Musiker                                                                   | 78    |       |
| 13. Juli | Imre Csizmadia                        | ungarisch-kanadischer Chemiker                                                        | 89    |       |
| 13. Juli | Kerry J. Donley                       | US-amerikanischer Politiker                                                           | 66    |       |
| 13. Juli | Bobby East                            | US-amerikanischer Motorsportler                                                       | 37    |       |
| 13. Juli | Wajih Fanous                          | libanesischer Literaturkritiker                                                       | 74    |       |
| 13. Juli | Mark Fleischman                       | US-amerikanischer Nachtclubbesitzer                                                   | 82    |       |
| 13. Juli | Christian Forstner                    | deutscher Physiker und Wissenschaftshistoriker                                        | 47    |       |
| 13. Juli | John R. Froines                       | US-amerikanischer Chemiker und Aktivist                                               | 83    |       |
| 13. Juli | Tanveer Jamal                         | pakistanischer Schauspieler                                                           | 62    |       |
| 13. Juli | Michael Jansen                        | deutscher Archäologe und Hochschullehrer                                              | 75    |       |
| 13. Juli | Sixtus Lanner                         | österreichischer Politiker                                                            | 88    |       |
| 13. Juli | Antti Litja                           | finnischer Schauspieler                                                               | 84    |       |
| 13. Juli | Horst Mempel                          | deutscher Sportjournalist und Leichtathlet                                            | 84    |       |
| 13. Juli | Edana Minghella                       | britische Drehbuchautorin und Sängerin                                                | 63    |       |
| 13. Juli | Carlos Augusto de Figueiredo Monteiro | brasilianischer Geograph und Klimatologe                                              | 95    |       |
| 13. Juli | Carlos Quintana                       | argentinischer Politiker                                                              | 72    |       |
| 13. Juli | Rubina Qureshi                        | pakistanische Sängerin                                                                | 81    |       |
| 13. Juli | Howard Slusher                        | US-amerikanischer Rechtsanwalt und Sportleragent                                      | 85    |       |
| 13. Juli | Chris Stuart                          | britischer Journalist und Songwriter                                                  | 73    |       |
| 13. Juli | Hans Georg Thümmel                    | deutscher Theologe, Kirchenhistoriker, Archäologe und Kunsthistoriker                 | 90    |       |
| 13. Juli | Charlotte Valandrey                   | französische Schauspielerin                                                           | 53    |       |
| 13. Juli | Federico Villa                        | mexikanischer Schauspieler und Sänger                                                 | 84    |       |
| 13. Juli | Dieter Wedel                          | deutscher Regisseur und Drehbuchautor                                                 | 82    |       |
| 12. Juli | Joseph Apolayo                        | panamaischer Sänger                                                                   | 39    |       |
| 12. Juli | Jürgen Bauermeister                   | deutscher Politiker                                                                   | 83    |       |
| 12. Juli | Tony Binarelli                        | italienischer Zauberkünstler                                                          | 81    |       |
| 12. Juli | Noël Van Clooster                     | belgischer Radrennfahrer                                                              | 78    |       |
| 12. Juli | Francisco Contreras                   | mexikanischer Tennisspieler                                                           | 88    |       |
| 12. Juli | Michael Cowan                         | englischer Cricketspieler                                                             | 89    |       |
| 12. Juli | Max Dachauer                          | deutscher Sportfunktionär                                                             | 79    |       |
| 12. Juli | Michael Fowler                        | neuseeländischer Architekt und Politiker                                              | 92    |       |
| 12. Juli | Ivo Fürer                             | Schweizer Bischof                                                                     | 92    |       |
| 12. Juli | Berthold Herrendorf                   | deutscher Ökonom                                                                      | 58    |       |
| 12. Juli | Séamus Hughes                         | irischer Politiker und Richter                                                        | 69    |       |
| 12. Juli | Antonio Ibáñez                        | spanischer Schauspieler                                                               | 34    |       |
| 12. Juli | Avdhash Kaushal                       | indischer Akademiker und Aktivist                                                     | 87    |       |
| 12. Juli | Ville Kurki                           | finnischer Segler                                                                     | 54    |       |
| 12. Juli | Philip Lieberman                      | US-amerikanischer Linguist und Kognitionswissenschaftler                              | 87    |       |
| 12. Juli | Joan Lingard                          | britische Kinder- und Jugendbuchautorin                                               | 90    |       |
| 12. Juli | Jürgen Papies                         | deutscher Fußballspieler                                                              | 78    |       |
| 12. Juli | Bramwell Tovey                        | britischer Dirigent, Pianist und Komponist                                            | 69    |       |
| 12. Juli | Gustavo Villegas                      | argentinischer Pianist                                                                | 65    |       |
| 12. Juli | Jan Wijn                              | niederländischer Pianist und Musikpädagoge                                            | 88    |       |
| 12. Juli | Christoph-Michael Zeisner             | deutscher Sportschütze                                                                | 78    |       |
| 11. Juli | Víctor Benítez                        | peruanischer Fußballspieler                                                           | 86    |       |
| 11. Juli | Shirley Cotton                        | australische Leichtathletin                                                           | 87    |       |
| 11. Juli | David Dalton                          | US-amerikanischer Autor und Herausgeber                                               | 80    |       |
| 11. Juli | Natalja Dontschenko                   | sowjetische Eisschnellläuferin                                                        | 89    |       |
| 11. Juli | Maria Drewes                          | österreichische Kochbuchautorin                                                       | 88    |       |
| 11. Juli | Jimmie Lou Fisher                     | US-amerikanische Politikerin                                                          | 80    |       |
| 11. Juli | Angelo Guglielmi                      | italienischer Literaturkritiker                                                       | 93    |       |
| 11. Juli | José Guirao                           | spanischer Kulturmanager und Politiker                                                | 63    |       |
| 11. Juli | Erik Hornung                          | deutscher Ägyptologe                                                                  | 89    |       |
| 11. Juli | Sean Kelly                            | kanadischer Schriftsteller und Humorist                                               | 81    |       |
| 11. Juli | Harimurti Kridalaksana                | indonesischer Sprachwissenschaftler                                                   | 82    |       |
| 11. Juli | Philip Lazaro                         | philippinischer Schauspieler und Komiker                                              | 52    |       |
| 11. Juli | Diana Lebacs                          | curaçaoanische Schriftstellerin                                                       | 74    |       |
| 11. Juli | Wolf Liebeschuetz                     | britischer Althistoriker                                                              | 95    |       |
| 11. Juli | Gloria Lim                            | singapurische Mykologin                                                               | ≈92   |       |
| 11. Juli | Terence Macartney-Filgate             | britisch-kanadischer Regisseur und Kameramann                                         | 97    |       |
| 11. Juli | Jurij Maschuha                        | ukrainischer Schauspieler                                                             | 91    |       |
| 11. Juli | Joseph Mittathany                     | indischer Erzbischof                                                                  | 90    |       |
| 11. Juli | Gary Moeller                          | US-amerikanischer American-Football-Trainer                                           | 81    |       |
| 11. Juli | Monty Norman                          | britischer Komponist und Sänger                                                       | 94    |       |
| 11. Juli | Silvio Panizza                        | Schweizer Fasnächtler                                                                 | 80    |       |
| 11. Juli | K. Ramaraj                            | indischer Schauspieler                                                                | 72    |       |
| 11. Juli | Amedeo Ricucci                        | italienischer Journalist                                                              | 63    |       |
| 11. Juli | K.N. Sasidharan                       | indischer Regisseur                                                                   | 72    |       |
| 11. Juli | Judith Schiff                         | US-amerikanische Archivarin                                                           | 84    |       |
| 11. Juli | Dick Schofield                        | US-amerikanischer Baseballspieler                                                     | 87    |       |
| 11. Juli | Johannes Willms                       | deutscher Historiker und Publizist                                                    | 74    |       |
| 10. Juli | Theodore Aranda                       | belizischer Politiker                                                                 | ≈88   |       |
| 10. Juli | Corelli Barnett                       | britischer Militärhistoriker                                                          | 95    |       |
| 10. Juli | Michael Barratt                       | britischer Fernsehmoderator                                                           | 94    |       |
| 10. Juli | Maurice Boucher                       | kanadischer Rockeranführer und Verbrecher                                             | 69    |       |
| 10. Juli | Franz-Josef Breyer                    | deutscher Kinderarzt und Politiker                                                    | 87    |       |
| 10. Juli | Dietrich Bundschuh                    | deutscher Richter                                                                     | 92    |       |
| 10. Juli | Cho Jung-hyun                         | südkoreanischer Fußballspieler                                                        | 52    |       |
| 10. Juli | Francis X. Clines                     | US-amerikanischer Journalist und Autor                                                | 84    |       |
| 10. Juli | Hans Frauenfelder                     | schweizerisch-US-amerikanischer Physiker                                              | 99    |       |
| 10. Juli | Hirohisa Fujii                        | japanischer Politiker                                                                 | 90    |       |
| 10. Juli | Chantal Gallia                        | französische Sängerin                                                                 | 65    |       |
| 10. Juli | Manfred Karnick                       | deutscher Germanist und Literaturwissenschaftler                                      | 87    |       |
| 10. Juli | Warren F. Kitzmiller                  | US-amerikanischer Politiker                                                           | 79    |       |
| 10. Juli | Gerald W. McEntee                     | US-amerikanischer Gewerkschaftler                                                     | 87    |       |
| 10. Juli | Nelson Pinder                         | US-amerikanischer Menschenrechtsaktivist                                              | 89    |       |
| 10. Juli | Marcel Rémy                           | Schweizer Bergsteiger und Kletterer                                                   | 99    |       |
| 10. Juli | Juan Roca                             | kubanischer Basketballspieler                                                         | 71    |       |
| 10. Juli | Peter Schimmel                        | deutscher Illustrator und Maler                                                       | 80    |       |
| 10. Juli | Gisela Scholtz                        | deutsche Schauspielerin                                                               | 89    |       |
| 10. Juli | Barry Sinclair                        | neuseeländischer Cricketspieler                                                       | 85    |       |
| 10. Juli | Tomás S. Vives Antón                  | spanischer Jurist                                                                     | 83    |       |
| 10. Juli | Paul Urey                             | britischer Kriegsgefangener                                                           | 45    |       |
| 9. Juli  | Ana Costa                             | portugiesische Filmproduzentin                                                        | 63    |       |
| 9. Juli  | John Gwynne                           | britischer Sportkommentator                                                           | 77    |       |
| 9. Juli  | Daria Kurdel                          | ukrainische Tanzsportlerin                                                            | 20    |       |
| 9. Juli  | L. Q. Jones                           | US-amerikanischer Schauspieler und Regisseur                                          | 94    |       |
| 9. Juli  | Bernard Marson                        | US-amerikanischer Architekt                                                           | 91    |       |
| 9. Juli  | Wim Quist                             | niederländischer Architekt                                                            | 91    |       |
| 9. Juli  | Lily Safra                            | monegassisch-brasilianische Philanthropin                                             | 87    |       |
| 9. Juli  | Alois Schätzle                        | deutscher Politiker                                                                   | 96    |       |
| 9. Juli  | Rudolf Schasching                     | österreichischer Opernsänger                                                          | 65    |       |
| 9. Juli  | Adam Seigfried                        | deutscher Theologe                                                                    | 85    |       |
| 9. Juli  | Adam Strachan                         | schottischer Fußballspieler                                                           | 35    |       |
| 9. Juli  | Barbara Thompson                      | britische Saxophonistin                                                               | 77    |       |
| 8. Juli  | Shinzō Abe                            | japanischer Politiker                                                                 | 67    |       |
| 8. Juli  | Sharmili Ahmed                        | bangladeschische Schauspielerin                                                       | 75    |       |
| 8. Juli  | Marta Aura                            | mexikanische Schauspielerin                                                           | 82    |       |
| 8. Juli  | Robin Dalton                          | australische Literaturagentin, Filmproduzentin und Autorin                            | 101   |       |
| 8. Juli  | Paul Dear                             | australischer Australian-Football-Spieler                                             | 55    |       |
| 8. Juli  | George Dodo                           | nigerianischer Bischof                                                                | 66    |       |
| 8. Juli  | Luis Echeverría Álvarez               | mexikanischer Politiker                                                               | 100   |       |
| 8. Juli  | Hugh Evans                            | US-amerikanischer Basketballschiedsrichter                                            | 81    |       |
| 8. Juli  | Henry Hinna                           | norwegischer Fußballspieler und Zeugwart                                              | 93    |       |
| 8. Juli  | Gregory Itzin                         | US-amerikanischer Schauspieler                                                        | 74    |       |
| 8. Juli  | Alam Khan                             | bangladeschischer Komponist                                                           | 78    |       |
| 8. Juli  | Angel Lagdameo                        | philippinischer Erzbischof                                                            | 81    |       |
| 8. Juli  | Henry Mowbray                         | schottischer Fußballspieler                                                           | 75    |       |
| 8. Juli  | Aneza Papadopoulou                    | griechische Theater- und Filmschauspielerin                                           | 67    |       |
| 8. Juli  | Richard Bruce Paris                   | britischer Mathematiker                                                               | 76    |       |
| 8. Juli  | Alan Pope                             | kanadischer Politiker                                                                 | 77    |       |
| 8. Juli  | Otto Quirin                           | deutscher Maler                                                                       | 95    |       |
| 8. Juli  | Werner Reich                          | deutsch-US-amerikanischer Holocaustüberlebender und Autor                             | 94    |       |
| 8. Juli  | Davie Robb                            | schottischer Fußballspieler                                                           | 74    |       |
| 8. Juli  | José Eduardo dos Santos               | angolanischer Politiker                                                               | 79    |       |
| 8. Juli  | Tony Sirico                           | US-amerikanischer Schauspieler                                                        | 79    |       |
| 8. Juli  | Larry Storch                          | US-amerikanischer Schauspieler                                                        | 99    |       |
| 8. Juli  | Phil Walker                           | englischer Fußballspieler                                                             | 67    |       |
| 8. Juli  | Jimmy Williams                        | US-amerikanischer American-Football-Spieler                                           | 43    |       |
| 7. Juli  | Richard Bäumlin                       | Schweizer Politiker                                                                   | 94    |       |
| 7. Juli  | Leonid Michailowitsch Baranow         | sowjetisch-russischer Bildhauer                                                       | 78    |       |
| 7. Juli  | Waldo Rubén Barrionuevo Ramírez       | bolivianischer Bischof                                                                | 54    |       |
| 7. Juli  | János Berecz                          | ungarischer Politiker                                                                 | 91    |       |
| 7. Juli  | Mike Brito                            | kubanischer Baseball-Scout                                                            | 87    |       |
| 7. Juli  | Max Eisen                             | slowenisch-kanadischer Autor und Holocaust-Überlebender                               | 93    |       |
| 7. Juli  | Pedro Ferrándiz                       | spanischer Basketballspieler und -trainer                                             | 93    |       |
| 7. Juli  | Trond Gilberg                         | US-amerikanischer Politikwissenschaftler und Hochschullehrer                          | 82    |       |
| 7. Juli  | R. C. Harvey                          | US-amerikanischer Cartoonist                                                          | 84    |       |
| 7. Juli  | Franz Hildbrand                       | Schweizer Politiker                                                                   | 80    |       |
| 7. Juli  | Zbigniew Krasiński                    | polnischer Zoologe                                                                    | 84    |       |
| 7. Juli  | Klaus Lemke                           | deutscher Filmemacher                                                                 | 81    |       |
| 7. Juli  | Claude Pérard                         | französischer Fußballspieler und -trainer                                             | 91    |       |
| 7. Juli  | J. M. Powell                          | britisch-australischer Geograph                                                       | 83    |       |
| 7. Juli  | José Ramírez Gamero                   | mexikanischer Politiker                                                               | 84    |       |
| 7. Juli  | Ingeborg Rotach                       | Schweizer Kinder- und Jugendbuchautorin                                               | 92    |       |
| 7. Juli  | Zip Schlitzer                         | deutscher Punkmusiker                                                                 | 59    |       |
| 7. Juli  | Karl Walter Sprungala                 | deutscher Schauspieler                                                                | 65    |       |
| 7. Juli  | Adam Wade                             | US-amerikanischer Sänger und Fernsehmoderator                                         | 87    |       |
| 6. Juli  | Masashi Aoyagi                        | japanischer Wrestler                                                                  | 65    |       |
| 6. Juli  | August Behr                           | deutscher Physiker                                                                    | 85    |       |
| 6. Juli  | James Caan                            | US-amerikanischer Schauspieler                                                        | 82    |       |
| 6. Juli  | Dale Douglass                         | US-amerikanischer Golfer                                                              | 86    |       |
| 6. Juli  | Jerome M. Eisenberg                   | US-amerikanischer Antikenhändler                                                      | 92    |       |
| 6. Juli  | Lonnie Hunt                           | US-amerikanischer Unternehmer                                                         | 85    |       |
| 06. Juli | Poul Jensen                           | dänischer Fußballspieler                                                              | 88    |       |
| 6. Juli  | Harald Lönnecker                      | deutscher Studentenhistoriker                                                         | 58    |       |
| 6. Juli  | Bryan Marchment                       | kanadischer Eishockeyspieler und -scout                                               | 53    |       |
| 6. Juli  | Jacob Nena                            | mikronesischer Politiker                                                              | 80    |       |
| 6. Juli  | Lars Brian Nielsen                    | dänischer Bahnradsportler, -trainer und -funktionär                                   | 51    |       |
| 6. Juli  | Mihai Nitulescu                       | rumänischer Boxer                                                                     | 53    |       |
| 6. Juli  | Arnaldo Pambianco                     | italienischer Radrennfahrer                                                           | 86    |       |
| 6. Juli  | Achim Stadler                         | deutscher Radrennfahrer                                                               | 60    |       |
| 6. Juli  | İlter Türkmen                         | türkischer Politiker und Diplomat                                                     | 94    |       |
| 6. Juli  | Norah Vincent                         | US-amerikanische Kolumnistin                                                          | 53    |       |
| 6. Juli  | Ing-Marie Wieselgren                  | schwedische Psychiaterin                                                              | 64    |       |
| 6. Juli  | Anton C. Zijderveld                   | niederländischer Soziologe                                                            | 84    |       |
| 5. Juli  | Arne Åhman                            | schwedischer Leichtathlet                                                             | 97    |       |
| 5. Juli  | Mohammed Barkindo                     | nigerianischer Manager und Kartellfunktionär                                          | 63    |       |
| 5. Juli  | David Beetham                         | britischer Politikwissenschaftler                                                     | ≈84   |       |
| 5. Juli  | Lisetta Carmi                         | italienische Fotografin                                                               | 98    |       |
| 5. Juli  | Manny Charlton                        | britischer Gitarrist                                                                  | 80    |       |
| 5. Juli  | Lenny Von Dohlen                      | US-amerikanischer Schauspieler                                                        | 63    |       |
| 5. Juli  | Cacho Fontana                         | argentinische Radio- und Fernsehpersönlichkeit                                        | 90    |       |
| 5. Juli  | Wolfgang Gipser                       | deutscher Turner, Trainer und Kampfrichter                                            | 86    |       |
| 5. Juli  | Christine Hoffmeister                 | deutsche Kunsthistorikerin                                                            | 91    |       |
| 5. Juli  | Alfred Koerppen                       | deutscher Komponist                                                                   | 95    |       |
| 5. Juli  | Lee Ho-wang                           | südkoreanischer Mediziner                                                             | 93    |       |
| 5. Juli  | P. Gopinathan Nair                    | indischer Aktivist                                                                    | 99    |       |
| 5. Juli  | Jari Niemelä                          | finnischer Ökologe und Universitätsrektor                                             | 64    |       |
| 5. Juli  | Manfred Reimann                       | deutscher Politiker                                                                   | 94    |       |
| 5. Juli  | Volker Schemmel                       | deutscher Politiker                                                                   | 79    |       |
| 5. Juli  | Binette Schroeder                     | deutsche Grafikerin und Kinderbuchillustratorin                                       | 82    |       |
| 5. Juli  | Kurt Schwerzmann                      | Schweizer Grafiker und Zeitungsdesigner                                               | 76    |       |
| 5. Juli  | Subramaniam Sinniah                   | malaysischer Politiker                                                                | 77    |       |
| 5. Juli  | Bob Tutupoly                          | indonesischer Sänger und Liedermacher                                                 | 82    |       |
| 5. Juli  | Hannes Varblane                       | estnischer Dichter und Literaturkritiker                                              | 73    |       |
| 5. Juli  | José Vicente Chandler                 | puerto-ricanischer Leichtathlet                                                       | 100   |       |
| 5. Juli  | Abdul Salam Wadschih                  | jemenitischer Islamgelehrter                                                          | 66    |       |
| 4. Juli  | Khairy Alzahaby                       | syrischer Schriftsteller und Historiker                                               | 75    |       |
| 4. Juli  | Ottilie Baranowski                    | deutsche Bibliothekarin und niederdeutsche Autorin                                    | 96    | S. 50 |
| 4. Juli  | Richard J. Bernstein                  | US-amerikanischer Philosoph                                                           | 90    |       |
| 4. Juli  | Alan Blaikley                         | britischer Songwriter                                                                 | 82    |       |
| 4. Juli  | Elena Bodnarenco                      | moldauische Politikerin                                                               | 57    |       |
| 4. Juli  | Wolfgang Bruneder                     | österreichischer Musikpädagoge                                                        | 81    |       |
| 4. Juli  | Remco Campert                         | niederländischer Schriftsteller                                                       | 92    |       |
| 4. Juli  | Hubert Erang                          | luxemburgischer Turner                                                                | 91    |       |
| 4. Juli  | Juli Fait                             | sowjetischer bzw. russischer Filmregisseur                                            | 85    |       |
| 4. Juli  | Heinz Finger                          | deutscher Bibliothekar und Historiker                                                 | 74    |       |
| 4. Juli  | Peter Freiburghaus                    | Schweizer Schauspieler, Komiker und Regisseur                                         | 75    |       |
| 4. Juli  | Gabriel Fourmigué                     | französischer Bobfahrer                                                               | 55    |       |
| 4. Juli  | Hank Goldberg                         | US-amerikanischer Sportreporter                                                       | 82    |       |
| 4. Juli  | Paolo Grossi                          | italienischer Jurist und Richter                                                      | 89    |       |
| 4. Juli  | Mona Hammond                          | britische Schauspielerin                                                              | 91    |       |
| 4. Juli  | Robert Hoffmann                       | österreichischer Schauspieler                                                         | 82    |       |
| 4. Juli  | Cláudio Hummes                        | brasilianischer Kardinal                                                              | 87    |       |
| 4. Juli  | Janusz Kupcewicz                      | polnischer Fußballspieler und -trainer                                                | 66    |       |
| 4. Juli  | Peter Michael Lynen                   | deutscher Jurist                                                                      | 73    |       |
| 4. Juli  | Tarun Majumdar                        | indischer Filmregisseur                                                               | 91    |       |
| 4. Juli  | Mac McLendon                          | US-amerikanischer Golfer                                                              | 76    |       |
| 4. Juli  | Clive Middlemass                      | englischer Fußballspieler und -trainer                                                | 77    |       |
| 4. Juli  | Ronald Moon                           | US-amerikanischer Richter                                                             | 81    |       |
| 4. Juli  | Winfried Müller                       | deutscher Ophthalmologe, Künstler und Lyriker                                         | 89    |       |
| 4. Juli  | Russell Stannard                      | britischer Physiker und Autor                                                         | 90    |       |
| 4. Juli  | Alexej Sweschnikow                    | sowjetischer bzw. russischer Physiker                                                 | 97    |       |
| 4. Juli  | Kazuki Takahashi                      | japanischer Mangaka                                                                   | 60    |       |
| 4. Juli  | Kurt Tetzlaff                         | deutscher Filmregisseur                                                               | 89    |       |
| 4. Juli  | Patrick Watson                        | kanadischer Rundfunkjournalist und -produzent                                         | 92    |       |
| 3. Juli  | Irving Abella                         | kanadischer Schriftsteller und Historiker                                             | 82    |       |
| 3. Juli  | Clifford Alexander                    | US-amerikanischer Regierungsbeamter, Politiker und Politikberater                     | 88    |       |
| 3. Juli  | Joseph Banowetz                       | US-amerikanischer Pianist und Musikpädagoge                                           | 87    |       |
| 3. Juli  | Jacques Berndorf                      | deutscher Journalist und Schriftsteller                                               | 85    |       |
| 3. Juli  | Idelisa Bonnelly                      | dominikanische Biologin                                                               | 90    |       |
| 3. Juli  | Liliana Caldini                       | argentinisches Model und Schauspielerin                                               | 70    |       |
| 3. Juli  | Islay Conolly                         | britische Lehrerin                                                                    | 99    |       |
| 3. Juli  | Antonio Cripezzi                      | italienischer Sänger und Keyboarder                                                   | 76    |       |
| 3. Juli  | Robert F. Curl                        | US-amerikanischer Chemiker                                                            | 88    |       |
| 3. Juli  | Wilhelm Dodenhoff                     | deutscher Jurist                                                                      | 102   |       |
| 3. Juli  | Clément Fayat                         | französischer Bauführer                                                               | 90    |       |
| 3. Juli  | Bradford Freeman                      | US-amerikanischer Weltkriegsveteran                                                   | 97    |       |
| 3. Juli  | Fernando García de Cortázar           | spanischer Priester und Historiker                                                    | 79    |       |
| 3. Juli  | Robb Hanrahan                         | US-amerikanischer Journalist                                                          | 60    |       |
| 3. Juli  | Ni Kuang                              | Hongkong-chinesischer Schriftsteller und Drehbuchautor                                | 87    |       |
| 3. Juli  | Donald Sutherland McPhail             | kanadischer Diplomat                                                                  | 91    |       |
| 3. Juli  | Sérgio Paulo Rouanet                  | brasilianischer Diplomat, Philosoph, Anthropologe, Übersetzer und Schriftsteller      | 88    |       |
| 3. Juli  | Sergei Walentinowitsch Sosnowski      | russischer Theater- und Filmschauspieler                                              | 67    |       |
| 3. Juli  | Leandro Soto                          | kubanisch-US-amerikanischer Künstler, Bühnen- und Kostümbildner                       | 66    |       |
| 3. Juli  | Gavin Thorley                         | neuseeländischer Leichtathlet                                                         | 75    |       |
| 3. Juli  | Charles Wesley Turnbull               | Politiker der Amerikanischen Jungferninseln                                           | 87    |       |
| 3. Juli  | Miu Zhu                               | taiwanische Sängerin                                                                  | 40    |       |
| 2. Juli  | Carla Bazzanella                      | italienische Sprachwissenschaftlerin                                                  | 74    |       |
| 2. Juli  | David Blackwood                       | kanadischer Künstler                                                                  | 80    |       |
| 2. Juli  | Günter Bothur                         | deutscher Schauspieler                                                                | 81    |       |
| 2. Juli  | Fritz Brauweiler                      | deutscher Feldhandballspieler                                                         | 81    |       |
| 2. Juli  | Peter Brook                           | britischer Theaterregisseur                                                           | 97    |       |
| 2. Juli  | Alain de Cadenet                      | britischer Automobilrennfahrer, Rennstallbesitzer und Unternehmer                     | 76    |       |
| 2. Juli  | Mick Crane                            | englischer Rugbyspieler                                                               | 69    |       |
| 2. Juli  | Susana Dosamantes                     | mexikanische Schauspielerin                                                           | 74    |       |
| 2. Juli  | Miguel Etchecolatz                    | argentinischer Polizist, Folterer und Mörder                                          | 93    |       |
| 2. Juli  | Jane Garrett                          | australische Politikerin                                                              | 49    |       |
| 2. Juli  | Walter Goldbeck                       | deutscher Politiker                                                                   | 77    |       |
| 2. Juli  | Tristan Goodall                       | australischer Blues-Musiker und Songwriter                                            | 48    |       |
| 2. Juli  | Andy Goram                            | schottischer Fußballspieler                                                           | 58    |       |
| 2. Juli  | Hansueli Gürber                       | Schweizer Jugendanwalt                                                                | 71    |       |
| 2. Juli  | Jigme Guri                            | tibetischer Mönch                                                                     | 56    |       |
| 2. Juli  | Dmitri Kolker                         | russischer Physiker                                                                   | 54    |       |
| 2. Juli  | Alex Law                              | Hongkong-chinesischer Filmregisseur und Drehbuchautor                                 | 69    |       |
| 2. Juli  | Peter James Lee                       | US-amerikanischer Bischof                                                             | 84    |       |
| 2. Juli  | Heribert Mader                        | österreichischer Maler, Grafiker und Kunstpädagoge                                    | 85    |       |
| 2. Juli  | Edward Meeks                          | US-amerikanischer Schauspieler                                                        | 87    |       |
| 2. Juli  | Qaschymurat Naghymanow                | kasachischer Politiker                                                                | 74    |       |
| 2. Juli  | Laurent Noël                          | kanadischer Bischof                                                                   | 102   |       |
| 2. Juli  | Joseph O’Sullivan                     | US-amerikanischer Tätowierkünstler                                                    | 78    |       |
| 2. Juli  | Jeffrey Plale                         | US-amerikanischer Politiker und Senator                                               | 54    |       |
| 2. Juli  | Saúl Rivero                           | uruguayischer Fußballspieler                                                          | 67    |       |
| 2. Juli  | Leonid Schwarzman                     | sowjetischer bzw. belarussischer Trickfilmzeichner                                    | 101   |       |
| 2. Juli  | Roland Stănescu                       | rumänischer Fußballspieler                                                            | 32    |       |
| 2. Juli  | Susie Steiner                         | britische Journalistin und Schriftstellerin                                           | 51    |       |
| 2. Juli  | Félix Tonye Mbog                      | kamerunischer Politiker                                                               | 88    |       |
| 2. Juli  | Jim Van Pelt                          | US-amerikanischer American-Football-Spieler                                           | 86    |       |
| 1. Juli  | Edmond Brooks                         | australischer Wasserballspieler                                                       | 72    |       |
| 1. Juli  | Drew Busby                            | schottischer Fußballspieler                                                           | 74    |       |
| 1. Juli  | Drissa Diakité                        | malischer Historiker                                                                  |       |       |
| 1. Juli  | Roberto Edwards Eastman               | britisch-chilenischer Fotograf und Künstler                                           | 85    |       |
| 1. Juli  | Irene Fargo                           | italienische Popsängerin und Musicaldarstellerin                                      | 59    |       |
| 1. Juli  | Edward Feiner                         | US-amerikanischer Architekt                                                           | 75    |       |
| 1. Juli  | Pedro Pablo García Caffi              | argentinischer Sänger                                                                 | 77    |       |
| 1. Juli  | Raul Nicolau Gonsalves                | indischer Erzbischof                                                                  | 95    |       |
| 1. Juli  | Otto Graeber                          | deutscher Politiker                                                                   | 96    |       |
| 1. Juli  | Joseph Hatton                         | puerto-ricanischer Basketballspieler                                                  | 74    |       |
| 1. Juli  | Peter Imre                            | rumänischer Geschäftsmann                                                             | 60    |       |
| 1. Juli  | Tjahjo Kumolo                         | indonesischer Politiker                                                               | 64    |       |
| 1. Juli  | Stanislaw Leonowitsch                 | sowjetischer Eiskunstläufer                                                           | 63    |       |
| 1. Juli  | Alan McCleery                         | kanadischer Kanute                                                                    | 93    |       |
| 1. Juli  | Hans Nitschke                         | deutscher Schauspieler und Synchronsprecher                                           | 92    |       |
| 1. Juli  | Dermot O’Neill                        | irischer Gärtner und Journalist                                                       | 58    |       |
| 1. Juli  | Andrea Otto                           | deutsche Sportjournalistin und Rundfunkmoderatorin                                    | 47    |       |
| 1. Juli  | Zoltan Paul                           | österreichischer Schauspieler, Regisseur und Musiker                                  | 68    |       |
| 1. Juli  | Gary Pearson                          | britischer Fußballspieler und -funktionär                                             | 45    |       |
| 1. Juli  | Maurizio Pradeaux                     | italienischer Filmregisseur und Drehbuchautor                                         | 91    |       |
| 1. Juli  | Luis Alberto Rodríguez López-Calleja  | kubanischer Militär, Politiker und Wirtschaftsführer                                  | 62    |       |
| 1. Juli  | Rainer Scholz                         | deutscher Fußballspieler und -trainer                                                 | 67    |       |
| 1. Juli  | Reanna Solomon                        | nauruische Gewichtheberin                                                             | 40    |       |
| 1. Juli  | Jorge Sotomayor Tello                 | brasilianischer Mathematiker und Statistiker                                          | 80    |       |
| 1. Juli  | Richard Taruskin                      | US-amerikanischer Musikwissenschaftler, -kritiker und -historiker                     | 77    |       |
| 1. Juli  | Shoji Tomihisa                        | japanischer Hibakusha und Seniorensportler                                            | 105   |       |
| 1. Juli  | John Whitehill                        | britischer Blues-Gitarrist                                                            | ?     |       |

### Datum unbekannt
| Zeitangabe                      | Name              | Beruf, bekannt als                                                  | Alter | Beleg |
| ------------------------------- | ----------------- | ------------------------------------------------------------------- | ----- | ----- |
| Tod bekannt gegeben am 30. Juli | Terence Parsons   | US-amerikanischer Philosoph                                         | ≈83   |       |
| Tod bekannt gegeben am 29. Juli | Péter Szőke       | ungarischer Tennisspieler                                           | 74    |       |
| 27. oder 28. Juli               | Mick Schnelle     | deutscher Spielejournalist                                          | 58    |       |
| tot aufgefunden am 26. Juli     | Javier Galarza    | argentinischer Dichter, Essayist und Autor                          | 54    |       |
| Tod bekannt gegeben am 26. Juli | Marit Paulsen     | schwedische Autorin und Politikerin                                 | 82    |       |
| Tod bekannt gegeben am 25. Juli | Wladimir Waskin   | sowjetischer bzw. russischer Bildhauer und Hochschullehrer          | 81    |       |
| Tod bekannt gegeben am 22. Juli | Joseph Hazelwood  | US-amerikanischer Seemann                                           | 75    |       |
| Tod bekannt gegeben am 18. Juli | Wilhelm Hemme     | deutscher Apitherapeut                                              | 99    |       |
| tot aufgefunden am 17. Juni     | Charles Johnson   | US-amerikanischer American-Football-Spieler                         | 50    |       |
| tot aufgefunden am 16. Juli     | Ricky Bibey       | englischer Rugbyspieler                                             | 40    |       |
| 15. Juli oder 16. Juli          | Kostas Gerakis    | griechischer Gitarrist                                              | 40    |       |
| Tod bekannt gegeben am 15. Juli | Alexander Koslow  | russischer Fußballspieler                                           | 29    |       |
| 14. Juli oder 15. Juli          | Alice Pauli       | Schweizer Galeristin, Kunstsammlerin und -mäzenin                   | 100   |       |
| Tod bekannt gegeben am 13. Juli | Donald Card       | südafrikanischer Polizist                                           | 93    |       |
| Tod bekannt gegeben am 10. Juli | Anvar Chingizoglu | aserbaidschanischer Journalist, Publizist, Ethnologe und Historiker | 60    |       |
| Tod bekannt gegeben am 9. Juli  | András Törőcsik   | ungarischer Fußballspieler                                          | 67    |       |
| Tod bekannt gegeben am 5. Juli  | Len Casey         | englischer Fußballspieler                                           | 91    |       |
| vor oder am 4. Juli             | Bernard Toone     | US-amerikanischer Basketballspieler                                 | 65    |       |
| Tod bekannt gegeben am 3. Juli  | Waleri Klimow     | russischer Geiger und Geigenlehrer                                  | 90    |       |
| Tod bekannt gegeben am 1. Juli  | Aldo Balocco      | italienischer Unternehmer                                           | 91    |       |